# Großschönau (Austria)
Großschönau è un comune austriaco di 1 235 abitanti nel distretto di Gmünd, in Bassa Austria; ha lo status di comune mercato (Marktgemeinde). Nel 1968 ha inglobato il comune soppresso di Mistelbach.